# Essen West
Essen West – stacja kolejowa w Essen, w kraju związkowym Nadrenia Północna-Westfalia, w Niemczech. Stacja posiada 2 perony.